# Chamaemyia fasciata
Chamaemyia fasciata är en tvåvingeart som först beskrevs av Friedrich Hermann Loew 1858.  Chamaemyia fasciata ingår i släktet Chamaemyia, och familjen markflugor. Arten har ej påträffats i Sverige.